# 格里戈里·科津采夫
格里戈里·米哈伊洛維奇·科津采夫（羅馬化：Grigori Mikhailovich Kozintsev；1905年3月22日—1973年5月11日，蘇聯電影導演，善用無聲、蒙太奇手法，風格偏向表現主義。

## 傳記
格里戈里·科津采夫在1905年3月22日生於（俄羅斯）羅曼諾夫王朝基輔，在聖彼得堡的帝國藝術學院就讀，1921年開始製作電影。他執導的改編電影，包括威廉·莎士比亞的《李爾王》、《哈姆雷特》、米格爾·德·塞萬提斯的《唐吉訶德》，都頗有名聲。其中1964年的《哈姆雷特》是他的執導代表作，主演的因諾肯季·斯莫克圖諾夫斯基憑此電影聲名大噪。
1973年5月11日，格里戈里·科津采夫在列寧格勒逝世。

## 外部連結
- 格里戈里·科津采夫在互联网电影资料库（IMDb）上的資料（英文）